# Tae Crowder
Dequartavous Crowder, detto Tae (Pine Mountain, 12 marzo 1997), è un giocatore di football americano statunitense che milita nel ruolo di linebacker per i New York Giants della National Football League (NFL).

## Carriera

### New York Giants
Crowder al college giocò a football con i Georgia Bulldogs dal 2016 al 2019. Fu scelto nel corso del settimo giro (255º assoluto) del Draft NFL 2020 dai New York Giants, l'ultima chiamata del draft, rendendolo il "Mr. Irrelevant" di quella edizione. Dopo non essere sceso in campo nel primo turno per un problema al tendine del ginocchio, debuttò come professionista la settimana successiva. Nel sesto turno segnò il touchdown della vittoria sul Washington Football Team dopo il recupero di un fumble avversario. La sua stagione da rookie si chiuse con 52 tackle e un sack in 11 presenze.